# Владислав (село)
Вижте пояснителната страница за други значения на Владислав.
Владисла̀в е село в Северна България, община Стражица, област Велико Търново.

## География
Село Владислав се намира в най-северната част на Предбалкана, в близост до най-южната част на прехода между средната и източната Дунавска равнина. Отстои на около 5 km на юг-югоизток от общинския център град Стражица и 33 km на изток-североизток от областния център Велико Търново. Минаващият през Благоево общински път – негова главна улица в границите му – го свързва на северозапад през село Благоево с третокласния Републикански път III-4005 и Стражица, а на изток – през село Балканци – с първокласния Републикански път I-4 (съвпадащ с Европейски път Е772) и село Кесарево.
Село Владислав е застроено в основната си част по неголям нисък рид между две водосливни понижения на релефа, отвеждащи предимно валежни води, които се събират на около километър югозападно от селото като приток на Стара река, вливащ се в нея при село Кесарево. Надморската височина в центъра на селото при църквата е около 179 m.
Населението на село Владислав, наброявало 1034 души към 1934 г., намалява до 250 към 2018 г.
При преброяването на населението към 1 февруари 2011 г., от обща численост 261 лица, за 172 лица е посочена принадлежност към „българска“ етническа група, за 38 – към „турска“, а за останалите – не се самоопределят или не е даден отговор.

## История
През 1934 г. дотогавашното име на селото Юрюклѐри е променено на Владисла̀в.
От 1894 г. датират първите съхранени документи за откритото през същата година Народно първоначално училище „Кирил и Методий“. Документи от 1944 г. се съхраняват за Народно основно училище „Христо Ботев“ – с. Владислав. Училището е начално до 1945 г., след което се откриват пълни прогимназиални класове и училището става основно; през 1963 – 1968 г. отново е начално училище, а прогимназиалните класове преминават към основното училище в село Благоево; от 1968 г. отново е основно училище; през 1970 г. училището е закрито.
През 1905 г. е създадено читалище „Виделина“.
На 18 февруари 1957 г. е учредено Трудово кооперативно земеделско стопанство (ТКЗС) „Васил Левски“ – с. Владислав, Великотърновско. През декември 1958 г. то влиза в състава на Обединено трудово кооперативно земеделско стопанство (ОТКЗС) „Мичурин“ – Стражица като бригада – с. Владислав, Великотърновско (1959 – 1974), впоследствие е бригада към Аграрно-промишлен комплекс „Път към комунизма“ – Стражица (1974 – 1989). Следват: Поделение – с. Владислав, Великотърновско към Агрофирма „Херба“ – Стражица (1989 – 1990); Кооперативно земеделско стопанство (КЗС) – с. Владислав, Великотърновско (1991 – 1992); Земеделска производствена кооперация (ЗПК) „Васил Левски“ – с. Владислав, Великотърновско (1992) и – последно – Земеделска производствена кооперация (ЗПК) „Васил Левски“ в ликвидация (1992 – 1995).

## Население
Преброяване на населението през 2011 г.
Численост и дял на етническите групи според преброяването на населението през 2011 г.:
|                     | Численост | Дял (в %) |
| Общо                | 261       | 100,00    |
| Българи             | 172       | 65,90     |
| Турци               | 38        | 14,55     |
| Цигани              | 0         | 0,00      |
| Други               | 0         | 0,00      |
| Не се самоопределят | 8         | 3,06      |
| Неотговорили        | 43        | 16,47     |

## Обществени институции
Село Владислав към 2019 г. е център на кметство Владислав.
В село Владислав към 2019 г. има:
- действаща само на големи религиозни празници православна църква „Свети Димитър“;[13]
- действащо читалище „Виделина – 1905“;[14][15]
- пощенска станция.[16]

## Личности
Известни фамилии – Байчеви, Цаневи, Гоеви, Гатеви и други.